# Eșanca, Botoșani
Eșanca este un sat ce aparține orașului Darabani din județul Botoșani, Moldova, România.

Eșanca pe harta toponimică a Hudeștiului

 Acest articol despre o localitate din județul Botoșani este deocamdată un ciot. Puteți ajuta Wikipedia prin completarea lui.